# الیسئو آلوارز
الیسئو آلوارز (انگلیسی: Eliseo Álvarez; ۹ اوت ۱۹۴۰ – ۱۹۹۹ (۵۸−۵۹ سال)) بازیکن فوتبال اهل اروگوئه بود.
از باشگاه‌هایی که در آن بازی کرده‌است می‌توان به باشگاه فوتبال ناسیونال اروگوئه، باشگاه فوتبال بانفیلد، و تیم ملی فوتبال اروگوئه، باشگاه فوتبال ال‌دی‌یو کیتو، باشگاه فوتبال بانفیلد، و باشگاه فوتبال ال‌دی‌یو کیتو اشاره کرد.
وی همچنین در تیم ملی فوتبال Uruguay بازی کرده‌است.